# 仰光唐人街
仰光唐人街或者称为Tayoke Tan，是位于缅甸仰光市中心的Sule Pagoda以西。

## 历史
仰光唐人街建设于1850年英国扩建城市的时代。沿着Sule Pagoda Road向西，24街道，23街道，22街道，20街道，19街道，18街道以及Bo Ywe, Latha和Sint Oh Dan Roads是城市最繁忙的街道，共同组成了仰光唐人街。这些街道都位于拉达区。